# Kakteen und andere Sukkulenten
Kakteen und andere Sukkulenten (abreviado Kakteen And. Sukk.) fue una revista ilustrada con descripciones botánicas que fue editada en Alemania por Deutsche Kakteen-Gesellschaft. Se publicaron tres volúmenes en los años 1937–38;  1949+. En los años 1938–43, tomaron el nombre de Beiträge zur Sukkulentenkunde und -pflege.